# Okja
Okja (hangul: 옥자, MOCT: Ok-ja) – południowokoreańsko-amerykański film przygodowy z 2017 roku w reżyserii Bonga Joon-ho o dziewczynie hodującej zmodyfikowaną superświnię, film platformy Netflix.
Film miał premierę 19 maja 2017 w konkursie głównym na 70. MFF w Cannes. Obraz otrzymał Nagrodę Koreańskiego Stowarzyszenia Krytyków Filmowych w 2017 roku.

## Fabuła
Młoda Koreanka stara się uratować swoje ukochane zwierzę – zmodyfikowaną genetycznie, przypominającą hipopotama świnię, o imieniu Okja. Pomaga jej w tym grupa ekologicznych aktywistów, którzy występują przeciwko polityce potężnego międzynarodowego koncernu.

## Obsada
W filmie wystąpili m.in.:
- Ahn Seo-hyun jako Mi-ja
- Tilda Swinton jako siostry Mirando
- Paul Dano jako Jay
- Byun Hee-bong jako Hee Bong
- Steven Yeun jako K
- Lily Collins jako Red
- Yoon Je-moon jako Mundo Park
- Shirley Henderson jako Jennifer
- Daniel Henshall jako Blond
- Devon Bostick jako Silver
- Choi Woo-shik jako Kim
- Giancarlo Esposito jako Frank Dawson
- Jake Gyllenhaal jako Johnny Wilcox
- Choi Hee-seo jako Choi
- Milo Shandel jako członek zarządu Mirando

## Odbiór

### Krytyka w mediach
Film spotkał się z pozytywną reakcją krytyków. W serwisie Rotten Tomatoes 86% z 222 recenzji zostało uznanych za pozytywne, a średnia ważona ocen wystawionych na ich podstawie wyniosła 7,54/10. Na portalu Metacritic średnia ważona ocen wystawionych na podstawie 36 recenzji wyniosła 75 punktów na 100.